# Осада Эривани (1804)
Осада Эривани — столицы Эриванского ханства, проходила с июля по сентябрь 1804 года во время Русско-персидской войны (1804—1813). После трудного наступления русские под командованием Павла Дмитриевича Цицианова осадили Эривань. Персидские войска не смогли деблокировать город в июле, однако в сентябре, русским пришлось снять осаду и отступить в Грузию.

## Предшествующие события

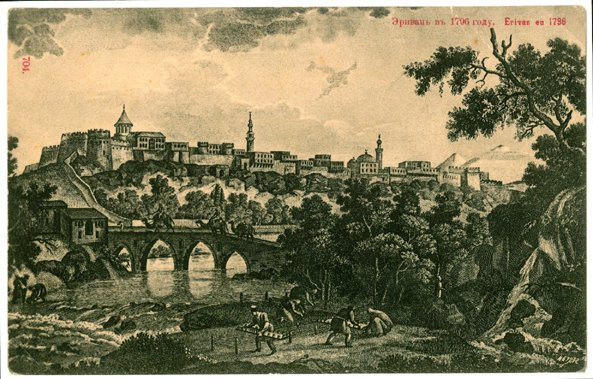
Вид на Эривань в 1796 году

Взошедший на Российский престол в марте 1801 года Александр I был сторонником вхождения Картли-Кахетии (восточной Грузия) в состав Российской империи, что и окончательно произошло в том же году. Персы считали этот регион частью Ирана.
В 1802 году Павел Цицианов был назначен новым наместником на Кавказе, что ещё больше усилило российскую экспансию. В январе 1804 года Цицанов начал военную кампанию в Закавказье, осадив Гянджу. Через месяц русские войска взяли город, что спровоцировало очередную войну между Россией и Персией.
После взятия Гянджи, следующей целью Цицианов выбрал Эривань. У священного для армян Эчмиадзина, недалеко от Эривани, его армия столкнулась с войсками наследного принца и главнокомандующего Аббаса-Мирзы. 20 июня персидские войска были разбиты при Эчмиадзине.

## Осада
В конце июня Цицианов прибыл к Эривани с армией численностью от 3000 до 20 000 человек, а также вспомогательными силами Грузии и Армении. 30 июня Цицианов встретил персидские войска у Эривани. Не выдержав предательства шамсаддинлунской конницы, персидская армия отступила, оставив в руках русских трофеи. Добычу составило всё, что находилось в персидском лагере, —  запасы провианта, несколько десятков верблюдов, сто пудов пороха. Русские также взяли у бегущих персов 4 знамени и 4 фальконета. При этом русские потеряли всего одного убитым и 37 ранеными. Противник был так устрашен, что не оказал серьёзного сопротивления при обороне предместий Эриванской крепости, которые попали в руки русских без больших потерь.
15 июля 1804 года главная персидская армия Баба-хана, численностью 40 000 человек, прямо с марша атаковала войска Цицианова. Русские попали в клещи: с одной стороны наступала шахская конница, с другой — совершил вылазку эриванский гарнизон. Несмотря на тяжелую ситуацию, в сражении русские выдержали натиск и персы отошли. Потери русских составили убитыми и ранеными якобы 13 офицеров и 166 солдат, хотя эти данные вполне могут быть заниженными; персов на поле боя с рассветом подобрали более 1000, ещё 500 убитых персов было со стороны гарнизона Эривани. Цицианов решил воспользоваться разобщением персидских сил и приказал генералу Портнягину, с отрядом в 900 человек пехоты и конницы, сделать нападение на Гарни-чай, где находился лагерь наследного персидского принца Аббаса-Мирзы. Узнав о движении Портнягина, персидский шах Баба-хан, находившийся в Калаахире, успел соединиться с сыном и утром 24 июля 1804 года Портнягин очутился лицом к лицу с многотысячной персидской армией. Перестроившись в каре, он медленно, шаг за шагом, стал отходить назад, отбиваясь с потерями на протяжении 20 вёрст в течение 14,5 часов от окружавшего его со всех сторон врага. Отступление велось в таком порядке, что ни одного трофея не осталось в руках персов.
Во время кампании Цицианова первое крупное антироссийское восстание вспыхнуло среди местных жителей образованной Грузинской губернии. Причины восстания — недовольство политикой Цицианова, коррумпированность администрации Петра Ивановича Коваленского и упразднение династии Багратионов.
Из-за отсутствия осадной артиллерии и постоянного прерывания персами коммуникаций Тифлис — Каракалис, по которой прекратился всяческий подвоз фуража, Цицианов не смог взять Эривань. 2 сентября русские сняли осаду и вернулись в Тифлис без успеха.
Отдельно стоит выделить сражение, произошедшее в долине реки Памбак, где изнурённый длительным маршем и периодическими столкновениями с частями иранской армии отряд под командованием майора Иосифа Монтрезора, с задачей сопроводить провиант, направленный из Каракалисы в Эривань, численностью 114 человек при одном орудии и 60 армянских добровольцах, противостояли 6000 отряду персидской армии. Не желая сдаться, русские и армяне сражались до конца. В живых осталось только 15 человек, попавших в иранский плен. На месте сражения был воздвигнут мемориальный комплекс, существующий и поныне, где почитают память русских воинов и армянских ополченцев, погибших в Памбакском сражении.

## Последствия
Осада Эривани оставила Грузию с недостаточным количеством войск в период усиления лезгинских набегов. Цицианов вызвал дальнейшее раздражение среди местных жителей губернии, заставив местных крестьян работать в «чрезвычайно суровых условиях для улучшения дороги через горы». Это способствовало увеличению числа грузин, желающих восстановления Багратионов, которым иранцы оказали военную поддержку.
Потери русских за время осады Эривани составили около 430 человек убитыми и ранеными. Вернувшись в Грузию, Цицианов доложил Александру I (годы правления 1801—1825). Чтобы спасти свою репутацию, он обвинил в провале осады своих подчинённых генералов, иранского губернатора Эривани (Мохаммад Хан Каджар), а также «суровую местность», отделявшую Эриванское ханство от Грузии. Цицианов заявил, что иранского губернатора необходимо «уничтожить», если Россия хочет добиться славы и надлежащего стратегического положения на Кавказе. Однако больше всего виноват, по словам Цицианова, генерал и князь Дмитрий Волконский. По словам Цицианова, «позор» в Эривани был вызван тем, что Волконский не доставил припасы. О чём он не решил сообщать, так это о том, что территория от Эривани до Грузии контролировалась иранцами, которые не позволяли российским контингентам перемещаться между ними, и что Грузинская губерпия нуждалась в каждом солдате, которого она могла собрать для провинциальных миротворческих операций, и поэтому не могла сэкономить войска для сопровождения припасов. Александр I тепло принял отчёт; впоследствии он отозвал Волконского и наградил Цицианова. Напротив, несколько лет спустя, когда преемник Цицианова Иван Гудович безуспешно осаждал Эривань Александр осудил свою экспедицию как «глупую» и отправил его в отставку.
Кампания Цицианова привела к тому, что многочисленные армянские семьи покинули ханство и перебрались в Грузинскую губернию. Иранская армия после успешной обороны в соответствии со своим обычным протоколом получила приказ о расформировании на зиму с указанием вновь собраться весной 1805 года для новой кампании.

### Книги
на русском языке
- Потто В.А. Эриванский поход // Кавказская война в отдельных очерках, эпизодах, легендах и биографиях. Том 1-й. От древнейших времен до Ермолова. — СПб.: Тип. Е. Евдокимова, 1899. — С. 361—373. — 737 с.

На английском языке
- F. Kazemzadeh. Iranian relations with Russia and the soviet Union, to 1921 // The Cambridge History of Iran. Vol. 7. From Nadir Shah to the Islamic Republic / Peter Avery, Gavin Hambly, Charles Melville. — NY: Cambridge University Press, 2008. — 1036 p. — ISBN 978-0-521-20095-0.
- Atkin Muriel. Russia and Iran 1780 - 1828. — The university of Texas at San Antonio: University of Minnesota Press, 1980. — 216 p. — ISBN 978-0816609246. Архивировано 21 октября 2021 года.
- Michael Axworthy. A History of Iran: Empire of the Mind. — Basic Books, 2010. — 368 p. — ISBN 978-0465019205.
- Behrooz, Maziar. From confidence to apprehension: early Iranian interaction with Russia // Iranian-Russian Encounters: Empires and Revolutions Since 1800. — Routledge, 2013. — ISBN 978-0415624336.
- George A. Bournoutian. From the Kur to the Aras. A Military History of Russia’s Move into the South Caucasus and the First Russo-Iranian War, 1801–1813. — Koninklijke Brill, 2021. — 318 p. — (Iran Studies, vol. 22). — ISBN 978-90-04-44516-1. — ISBN 978-90-04-44515-4.
- Bournoutian, George. Armenia and Imperial Decline: The Yerevan Province, 1900-1914. — Routledge, 2018. — ISBN 978-1351062626.
- Donald Rayfield. Edge of Empires: A History of Georgia. — Reaktion Books, 2013. — 479 p. — ISBN 978-1780230702.
- Ronald Grigor Suny. The Making of the Georgian Nation. — Indiana University Press, 1994. — 419 p. — ISBN 978-0253209153. Архивировано 21 октября 2021 года.
- Tapper, Richard. Frontier Nomads of Iran: A Political and Social History of the Shahsevan. — Cambridge University Press, 1997. — ISBN 978-0-52158-336-7.
- A Global Chronology of Conflict: From the Ancient World to the Modern Middle East. — ABC-CLIO, 2009. — 2777 p. — ISBN 978-1851096725. Архивировано 21 октября 2021 года.

### Статьи
На русском языке
- Русско-персидские войны : [арх. 21 октября 2022] // Румыния — Сен-Жан-де-Люз. — М. : Большая российская энциклопедия, 2015. — С. 85—86. — (Большая российская энциклопедия : [в 35 т.] / гл. ред. Ю. С. Осипов ; 2004—2017, т. 29). — ISBN 978-5-85270-366-8.
- Цицианов : [арх. 19 октября 2022] // Хвойка — Шервинский. — М. : Большая российская энциклопедия, 2017. — С. 362. — (Большая российская энциклопедия : [в 35 т.] / гл. ред. Ю. С. Осипов ; 2004—2017, т. 34). — ISBN 978-5-85270-372-9.